# Casablanca
Casablanca este cel mai mare oraș și port al Marocului, și totodată printre cele mai mari centre comerciale ale Africii.
Majoritatea comerțului exterior al Marocului se efectuează prin acest oraș, ce are unul dintre cele mai mari porturi din lume. Cerealele, pielea, lâna și fosfații sunt principalele articole de comerț. Printre ramurile industriale importante din acest oraș se numără: pescuitul și prelucrarea peștelui, materialele de construcții, producerea sticlei, prelucrarea tutunului, ș.a. De asemenea aici își au locul cele mai mari universități și monumente naționale, printre care Universitatea Hassan II și Moscheea lui Hassan al II-lea (una din cele mai mari moschei din lume).
Din Evul Mediu, Casablanca a fost un prosper oraș cunoscut sub numele de Anfa. În 1907 Casablanca a fost ocupată de către Franța. Sub administrație franceză s-a dezvoltat rapid, iar partea modernă a orașului s-a construit în jurul unei suburbii pe nume Moorish. În timpul celui de al II-lea război mondial, Casablanca a fost unul dintre cele trei mari puncte de debarcare în timpul invaziei Aliaților din nordul Africii. Orașul a fost locul unde în ianuarie 1943, Președintele Statelor Unite, Roosevelt și prim-ministrul al Regatului Unit, Winston Churchill, s-au întâlnit și au hotărât ca țările lor să lupte până la capitularea necondiționată a puterilor Axei.
Casablanca se bucură de o climă blândă, cu plajele la Oceanul Atlantic, magazinele luxoase, având unul dintre cele mai mari bazare din lume.

## Educație
- EMLYON Business School
- Toulouse Business School